# Once in a New Moon
Once in a New Moon  este un film SF britanic din 1934/1935 regizat de Anthony Kimmins. În rolurile principale joacă actorii Derrick de Marney, Vernon Kelso, John Clements, Thorley Walters, Morton Selten.

## Prezentare
Atunci când micul oraș Shrimpton-on-Sea este târât în spațiul cosmic de forța unei "stele a morții" care trece pe lângă Pământ, populația încearcă să organizeze un guvern local bazat pe drepturi egale pentru toți, dar apar conflicte între aristocrația locală și săteni.

## Distribuție
- Eliot Makeham - Harold Drake
- René Ray - Stella Drake
- Morton Selten  -Lord Bravington
- Wally Patch - Syd Parrott
- Derrick De Marney - Hon. Bryan-Grant
- John Clements - Edward Teale
- Mary Hinton - Lady Bravington
- Gerald Barry - Col. Fitzgeorge
- Richard Goolden - Rev. Benjamin Buffett
- Harold Saxon-Snell - K. Pilkington-Bigge
- John Turnbull - Capt. Crump
- William Fazan
- Ralph Howard
- Frank Kelsey
- Vernon Kelso
- Cecil Landau
- Charles Paton
- Walter Roy
- Thorley Walters

## Vezi și
- Listă de filme britanice din 1935